# Christine Wodrascka
Christine Wodrascka (* 15. Juni 1957 in Aix-en-Provence) ist eine französische Pianistin, die sich zwischen Creative Jazz, Freier Improvisationsmusik und zeitgenössischer Kompositionsmusik bewegt.

## Leben und Wirken
Wodrascka, deren Großvater Charles Rostaing ist, studierte nach klassischem Klavierunterricht Musikwissenschaften und Piano. In Bordeaux erhielt sie einen Interpretationspreis; dann wurde sie Mitglied der Improvisationsgruppe Nothing Toulouse. Sie trat mit Musikern wie Marion Brown, Curtis Clark, Yves Romain, Hans Koch, François Raulin, Joëlle Léandre und Ramón López auf. Sie nahm mit Sophie Agnel, den Chiens mechants (mit Philippe Deschepper) oder dem Pianokwartet (mit Fred Van Hove) auf. Wodrascka ist weiter in den folgenden Ensembles aufgetreten: Système friche, mit Jacques Di Donato und Xavier Charles, Vents d'Est unter Leitung von Michel Montanaro, im Trio mit Joëlle Léandre und Maarten ten Horn, im Trio Krizda mit Gunda Gottschalk und Isabelle Duthoit, im Quartet mit Jean-Marc Montera, Paul Lovens und Floros Floridis, im Alex Grillo Quartet l'Amour (mit Didier Petit & Hélène Labarrière), der Boumag Connexion mit Véronique Magdelenat, Bernard Santacruz und Lucia Recio sowie dem Quartet K.W.A.C, mit Géraldine Keller, Sophie Agnel und Jean-Luc Cappozzo. Zudem arbeitete sie im Quartett AGiiiiR mit André Goudbeek, Peter Jacquemyn und Lê Quan Ninh. Sie präsentierte sich auf zahlreichen Festivals in Frankreich, aber auch dem Total Music Meeting oder dem Zürcher Taktlos Festival.

## Diskographische Hinweise
- 1994 – Transkeï mit Yves Romain, Jean-Marc Montera, Youval Micenmacher, Live au Petit Faucheux, WMD
- 1996 – Vertical solo, Free Music Production
- 2000 – Stone, Brick, Glass, Wood, Wire (Graphics Scores 1986-1996) Orchestre International Occasional Ensemble unter Leitung von Fred Frith, Dischi Di Angelica
- 2001 – Ramón López, Christine Wodrascka Aux Portes du Matin Leo Records
- 2002 – Ivo Perelman The Ventriloquist, Leo Records
- 2009 – Ramón López, Christine Wodrascka Momentos Leo Records
- 2024 – Christine Wodrascka / Didier Lasserre: Lupercales/1 (Mr Morezon)

## Lexikalischer Eintrag
- Philippe Carles, André Clergeat, Jean-Louis Comolli: Le nouveau dictionnaire du jazz. Édition Robert Laffont, Paris 2011, ISBN 978-2-221-11592-3

| Personendaten    | Personendaten          |
| ---------------- | ---------------------- |
| NAME             | Wodrascka, Christine   |
| KURZBESCHREIBUNG | französische Pianistin |
| GEBURTSDATUM     | 15. Juni 1957          |
| GEBURTSORT       | Aix-en-Provence        |